# 몬테로마노
몬테로마노(이탈리아어: Monte Romano)는 이탈리아 라치오주 비테르보도에 위치한 코무네다. 로마로부터 북서쪽 60km, 비테르보로부터 남서쪽 25km 거리에 있다.